# Breviceps bagginsi
Breviceps bagginsi är en groddjursart som beskrevs av David William Minter 2003. Breviceps bagginsi ingår i släktet Breviceps och familjen Brevicipitidae. IUCN kategoriserar arten globalt som sårbar. Inga underarter finns listade.